# Rừng Oma

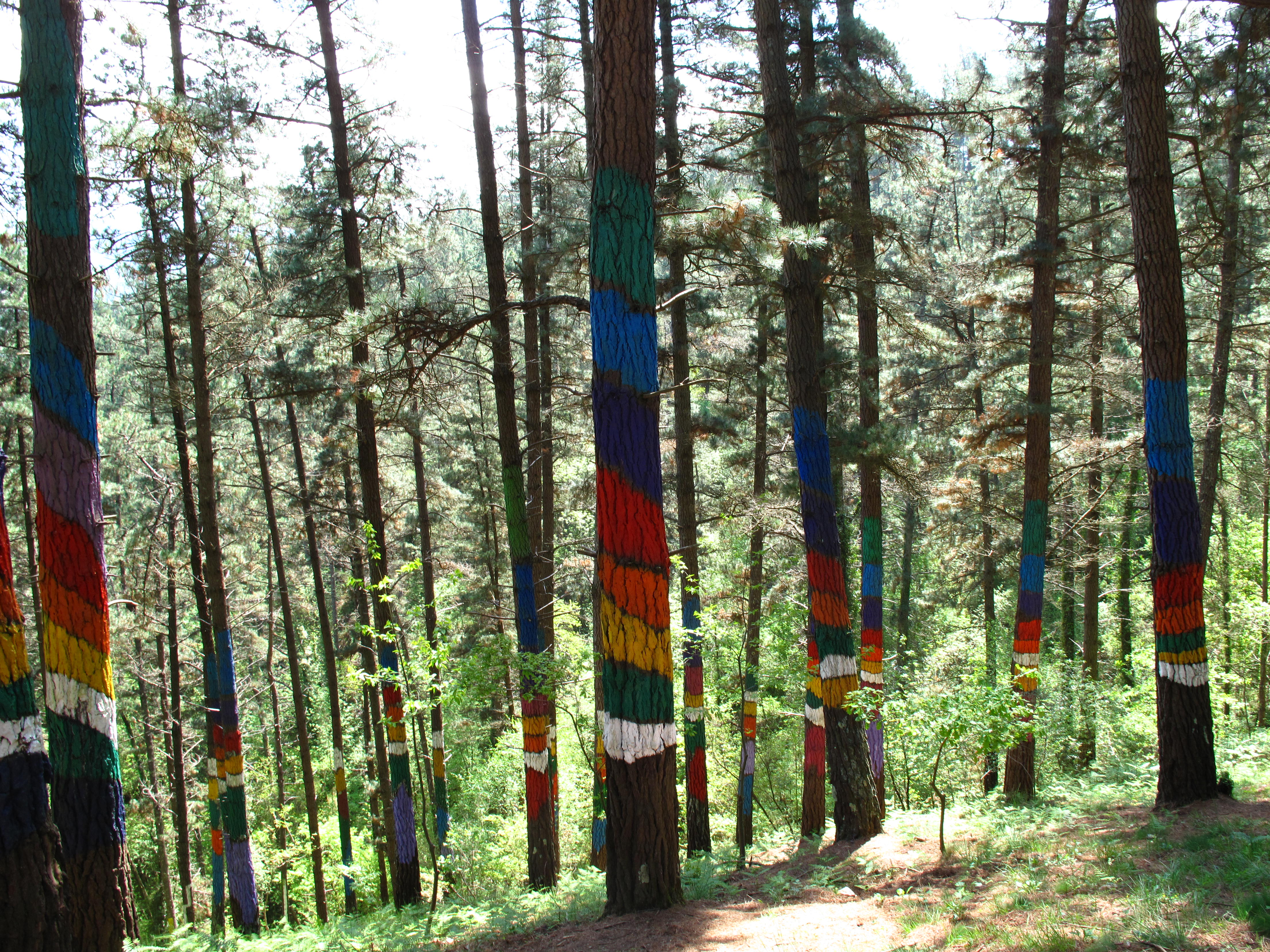
Rừng Oma trong khu dự trữ sinh quyển cửa sông Urdaibai.

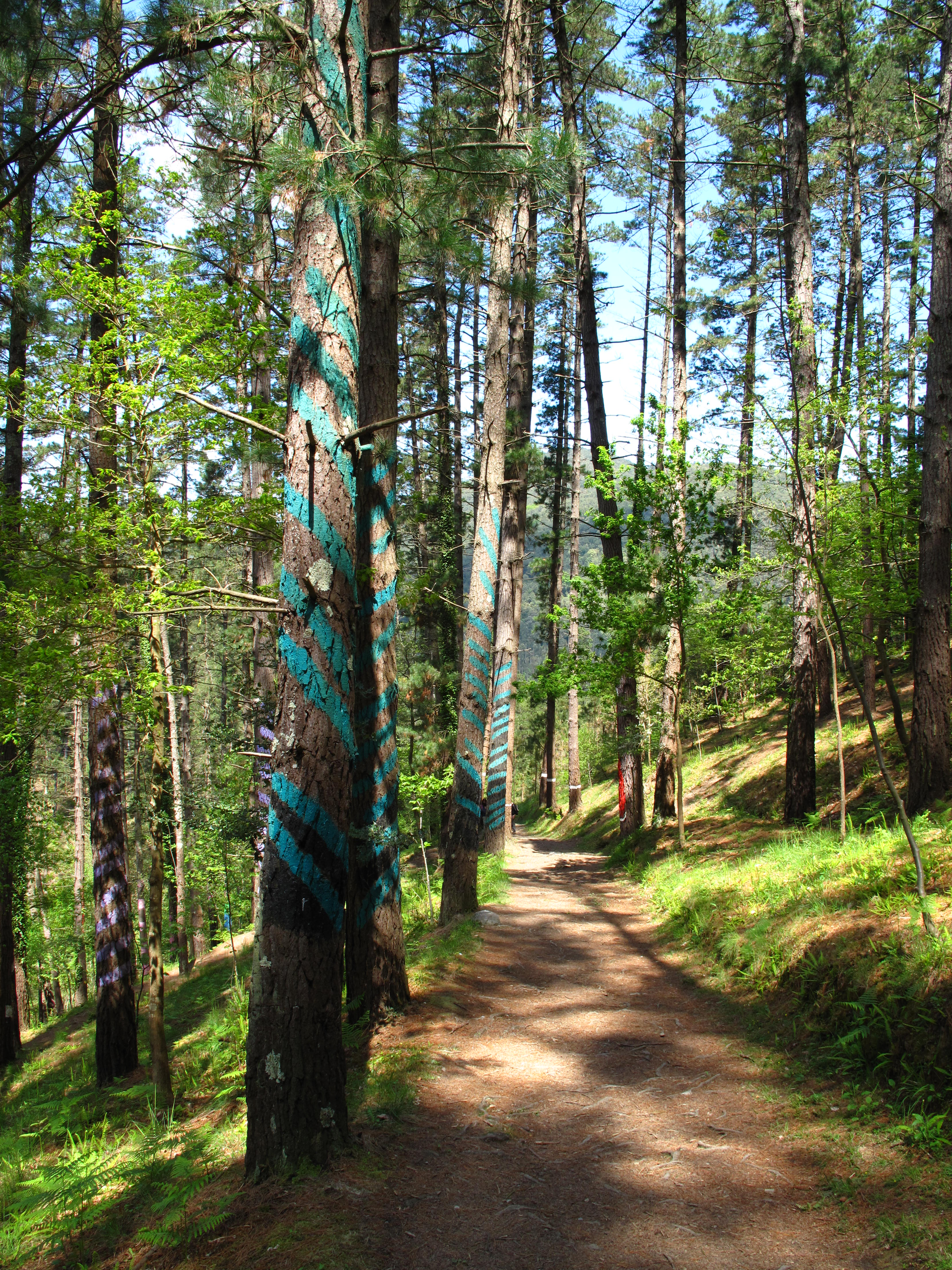
Rừng Oma vào năm 2009.

Rừng Oma là một tác phẩm nghệ thuật được tạo ra vào năm 1984 bởi họa sĩ kiêm kiến trúc sư và nhà điêu khắc Agustín Ibarrola. Công trình nằm trong một khu rừng gần Kortezubi (Bizkaia, Xứ Basque), thuộc khu dự trữ sinh quyển cửa sông Urdaibai. Nơi đây còn được biết đến với tên gọi "rừng sơn" hay "khu rừng sống động".
Công việc đi theo xu hướng nghệ thuật hiện đại gọi là "nghệ thuật đất". Hầu hết các tác phẩm được vẽ trên các cây thông Monterrey (Pinus radiata). Các tác phẩm thể hiện sự hòa hợp giữa thiên nhiên và con người bằng cách vẽ trên thân cây, qua các hình người, động vật và hình dạng hình học, một số trong đó có thể nhìn thấy chỉ từ các vị trí nhất định nhưng lại có một số lại có thể nhìn thấy từ nhiều vị trí để tạo ra các tác phẩm khác nhau.
Mục đích của việc làm này để hỗ trợ các nạn nhân của chủ nghĩa khủng bố. Vào năm 2000, khoảng 100 cây thông trong khu bảo tồn thiên nhiên đã bị chặt phá để phản đối lập trường của ông.